# Balian
Balian is een bestuurslaag in het regentschap Ogan Komering Ilir van de provincie Zuid-Sumatra, Indonesië. Balian telt 3010 inwoners (volkstelling 2010).